# Familjegraven
Familjegraven är en kärleksroman av Katarina Mazetti. Uppföljare av romanen Grabben i graven bredvid som hade ett öppet slut.
Familjegraven släpptes år 2005.